# Династија Источни Хан
За време грађанског рата, стари главни град Чанг'ан је био уништен, а породица Лију се преселила у главни град источно од Луојанга (Луо-јанг), у којој је данашња провинција Хенан. Име Хан се опет употребљава, али кинески историчари радије користе израз за династију након Ванг Манга као Источни или Позни Хан. Први владар, Цар Гуанг-ву из династије Хан (Куанг-wу-ти, 5.пр.Кр.-57. год.) повратио је сва подручја царства, између осталих и Кореју, одакле је држава Когурјо током побуне против Ванг Манга протерала Ханова војна заповедништва. Територија Кореје је поново покорена до 30. год. Попут својих предака, Гуанг-ву је наставио с подршком Конфучијским учењем и реформом власти. Након његове смрти, све чешће су владари били млади и уместо њих царством су управљали министри, а у међувремену сељачки устанци су бивали све чешћи. Наоружан Даоистички култ, или Хуангјин (жути турбани) подстицали су немире по целом царству. Иако је династија наставила своје име, збрка у борби за превласт негирала је сваку власт династије Хан. Напокон, 220. године, задњи цар Хан, Xианди (Хсиен-ти), који је постављен на пријесто у доба од осам година, формално је абдицирао заслугом Цао Пи (Тс'ао П'и), који је био син његова главног министра. Цао Пи се прогласио првим царем нове династије Веј. Тај датум обележава почетак тзв. Доба Раздора, које је трајало од 220. до 589. године. 

### Списак владара династија Источни Хан
| Постхумно име | Храмовно име                | Лично име                    | Владарско име | Период владавине                        |
| --- | --------------------------- | ---------------------------- | --- | --------------------------------------- |
| Конвенција за навођење: (скраћено) постхумно име. Има пар изузетака.1 |                             |                              | |                                         |
| Цар Гуанг-ву 光武皇帝 (Guāngwǔ huángdì) | Ш’-цу 世祖 (Shìzǔ)          | Лију Сју 刘秀 (Liú Xiù)      | Ђијен-ву (建武) Ђијен-ву-џунг-јуен (建武中元)                                                                     | 25-56 -57.                              |
| Цар Сјао-минг 孝明皇帝 (Xiàomíng huángdì) | Сјен-цунг 显宗 (Xiǎnzōng)   | Лију Џуанг 刘庄 (Liú Zhuāng) | Јунг-пинг (永平)                                                                                                  | 58-75.                                  |
| Цар Сјао-џанг 孝章皇帝 (Xiàozhāng huángdì) | Су-цунг 肃宗 (Sùzōng)       | Лију Да 刘炟 (Liú Dá)        | Ђијен-чу (建初) Јуен-х’ (元和) Џанг-х’ (章和)                                                                     | 76-84 -87 -88.                          |
| Цар Сјао-х’ 孝和皇帝 (Xiàohé huángdì) | Му-цунг 穆宗 (Mùzōng)       | Лију Џао 刘肇 (Liú Zhào)     | Јунг-јуен (永元) Јуен-сјинг (元兴)                                                                                | 89-105 .                                |
| Цар Сјао-шанг 孝殇皇帝 (Xiàoshāng huángdì) | нема                        | Лију Лунг 刘隆 (Liú Lóng)    | Јен-пинг (延平)                                                                                                   | 106.                                    |
| Цар Сјао-ан 孝安皇帝 (Xiào’ān huángdì) | Гунг-цунг 恭宗 (Gōngzōng)   | Лију Ху 刘祜 (Liú Hù)        | Јунг-чу (永初) Јуен-чу (元初) Јунг-нинг (永宁) Ђијен-гуанг (建光) Јен-гуанг (延光)                                | 107-113 -120 -121 -122 -125.            |
| Цар Шао I 前少帝 (Qián Shàodì) | нема                        | Лију Ји 刘懿 (Liú Yì)        | Јен-гуанг (延光)                                                                                                  | 125.                                    |
| Цар Сјао-шун 孝顺皇帝 (Xiàoshùn huángdì) | Ђинг-цунг 汉敬宗 (Jìngzōng) | Лију Бао 刘保 (Liú Bǎo)      | Јунг-ђијен (永建) Јанг-ђија (阳嘉) Јунг-х’ (永和) Хан-ан (汉安) Ђијен-канг (建康)                                 | 126-132 -135 -141 -144                  |
| Цар Сјао-чунг 孝冲皇帝 (Xiàochōng huángdì) | нема                        | Лију Бинг 刘炳 (Liú Bǐng)    | Јунг-сји (永熹)                                                                                                   | 145.                                    |
| Цар Сјао-џ’ 孝质皇帝 (Xiàozhì huángdì) | нема                        | Лију Цуан 刘缵 (Liú Zuǎn)    | Бен-чу (本初) | 146.                                    |
| Цар Сјао-хуан 孝桓皇帝 (Xiàohuán huángdì) | Веи-цунг 汉威宗 (Wēizōng)   | Лију Џ’ 刘志 (Liú Zhì)       | Ђијен-х’ (建和) Х’-пинг (和平) Јуен-ђија (元嘉) Јунг-сјинг (永兴) Јунг-шоу (永寿) Јен-сји (延熹) Јунг-канг (永康) | 147-149 150 151-153 -154 155-158 -167 . |
| Цар Сјао-линг 孝灵皇帝 (Xiàolíng huángdì) | нема                        | Лију Хунг 刘宏 (Liú Hóng)    | Ђијен-нинг (建宁) Сји-пинг (熹平) Гуанг-х’ (光和) Џунг-пинг (中平)                                                | 168-172 -178 -184 -189.                 |
| Цар Шао II 后少帝 (Hòu Shàodì) | нема                        | Лију Бијен 刘辩 (Liú Biàn)   | Гуанг-сји (光熹) Џао-нинг (昭宁)                                                                                  | 189 .                                   |
| Цар Сјао-сјен 孝献皇帝 (Xiàoxiàn huángdì) 2 | нема                        | Лију Сје 刘协 (Liú Xié)      | Јунг-хан (永汉) Чу-пинг (初平) Сјинг-пинг (兴平) Ђијен-ан (建安) Јен-канг (延康)                                  | 189 190-193 -195 -220 .                 |
| 1. Постхумна имена свих владара ове династије, осим Гао-цуа, Гуанг-вуа и четири Шаоа садрже карактер сјао (xiào, 孝) који значи синовља оданост. У навођењу имена владара овај се карактер обично изоставља. |                             |                              | |                                         |
| 2. Цар Џао-лије из династије Шу Хан променио је цару Сјену постхумно име у: Цар Сјао-мин (孝愍皇帝) |                             |                              | |                                         |